# 小行星5218
小行星5218（5218 Kutsak）是一颗围绕太阳公转的小行星。1969年10月9日，貝拉·A·伯納謝娃在克里米亚发现了此天体。
这颗小行星的绝对星等为89.40512等。